# Bromelia hieronymi
Bromelia hieronymi är en gräsväxtart som beskrevs av Carl Christian Mez. Bromelia hieronymi ingår i släktet Bromelia och familjen Bromeliaceae. Inga underarter finns listade i Catalogue of Life.

## Bildgalleri

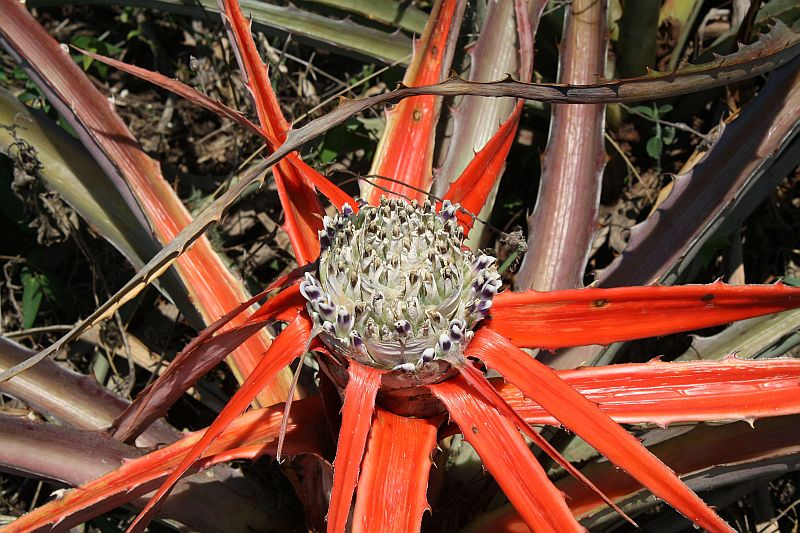
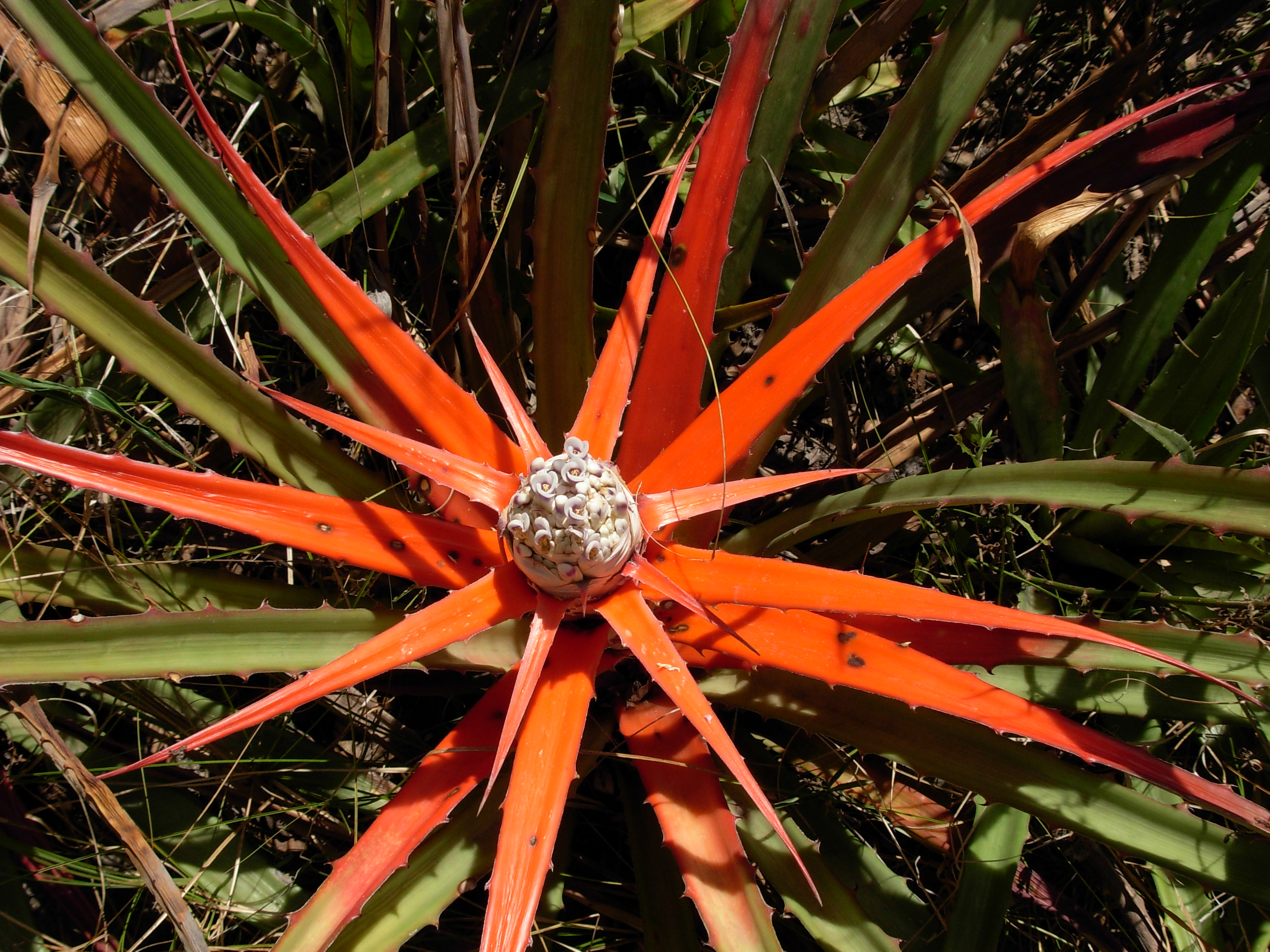